# Elmo Roper
Elmo Burns Roper Jr.  (31 tháng 7 năm 1900 tại Hebron, Nebraska – 30 tháng 4 năm 1971 tại Redding, Connecticut) là người Mỹ đầu tiên thực hiện thăm dò ý kiến một cách khoa học để đưa ra các dự báo chính trị. Ông được biết đến với công việc tiên phong trong lĩnh vực nghiên cứu thị trường và thăm dò ý kiến. Ông đã ba lần dự đoán đúng việc tái đắc cử của Tổng thống Franklin D. Roosevelt vào các năm 1936, 1940 và 1944.

## Sự nghiệp
Năm 1933, ông đồng sáng lập Cherington, Wood, and Roper, một công ty nghiên cứu tiếp thị.  Khi sự cộng tác này tan vỡ, ông tự thành lập công ty nghiên cứu của riêng mình, Elmo Roper, Inc. Ông được Henry Luce thuê vào năm 1935 để thực hiện các cuộc khảo sát cho tạp chí Fortune, tiếp tục các cuộc khảo sát này trong 15 năm. Dự đoán của ông về chiến thắng bầu cử của Franklin D. Roosevelt trước Alf Landon năm 1936 là chính xác trong tỷ lệ 0,9%; dự đoán năm 1940 của ông về chiến thắng của Roosevelt là chính xác trong tỷ lệ 0,5%, củng cố thêm danh tiếng từ những kỹ thuật của Roper. Năm 1940, Roosevelt  đã thuê Roper để đánh giá dư luận của Lend-Lease trước khi thực hiện. Năm 1942, ông được William Joseph Donovan thuê làm phó giám đốc Cục Tình báo Chiến lược (OSS); kế đến ông vào làm cho Cục Thông tin Chiến tranh (OWI). Sau khi rời khỏi OWI, ông thành lập Trung tâm Nghiên cứu Ý kiến Dư luận Roper tại Đại học Connecticut vào năm 1947.
Công ty Roper Opinion Research ("Roper Poll") về sau được đổi tên thành Công ty Roper Starch Worldwide và cuối cùng được NOP World và sau là GfK mua lại vào năm 2005.

## Gia đình
Con trai của ông, Bud Roper, cũng là một nhà thăm dò ý kiến.